# Gaishorn am See
Gaishorn am See è un comune austriaco di 1 335 abitanti nel distretto di Liezen, in Stiria; ha lo status di comune mercato (Marktgemeinde). Il 1º gennaio 2015 ha inglobato il comune soppresso di Treglwang.